# Irkut

A Irkut Corporation (em russo Иркут) é uma fabricante de aeronaves fundada em 1932 com sede em Moscou, na Rússia, atualmente membro da United Aircraft Corporation. A companhia produz em conjuntos o Su-27 e o Su-30, os aviões anfíbios da Beriev, além da indiana HAL com o UAC/HAL Il-214.